# Friedrich Caspar Mouson
Friedrich Caspar Mouson (* 24. September 1802 in Frankfurt am Main; † 18. November 1866 ebenda) war ein deutscher Seifen- und Parfüm-Fabrikant und Teilinhaber der gleichnamigen Firma J.G. Mouson & Cie. sowie Kommunalpolitiker.

## Leben

### Herkunft und Familie
Friedrich Caspar Mouson entstammte der aus Metz kommenden Hugenottenfamilie Mouson und war ein Sohn des Fabrikanten August Friedrich Mouson (1768–1837), der 1798 eine Firma mit dem späteren Namen  J.G. Mouson & Cie gründete. Seine Mutter war Maria Elisabetha Margaretha Neef (1776–1838). Er  wuchs mit seinen jüngeren Brüdern Johann Caspar (1804–1852, nach Amerika ausgewandert)  und Johann Georg (1812–1894) auf.

### Wirken  als Unternehmer und Politiker
1840 übernahm er zusammen mit seinem Bruder Johann Georg den väterlichen Betrieb, der seit 1843 als „Johann Georg Mouson & Cie.“ firmierte.
1858 wurde die Kerzenfabrikation eingestellt und von nun an Toilettenseifen und Parfümartikel hergestellt. Die Firma wuchs mit Zweigniederlassungen in London und Paris zu einem weltbekannten Kosmetikunternehmen.
In den Jahren 1859/1860 und 1862 bis 1865 war er Mitglied der Gesetzgebenden Versammlung der Freien Stadt Frankfurt.